# Eleições legislativas na Tunísia em 2019
Em 2019 decorreram as 14ªs eleições legislativas na Tunísia, e as terceiras desde a Revolução tunisina, em que, em 6 de outubro, foi eleita a segunda legislatura da Assembleia dos Representantes do Povo.

## Sondagens
| Empresa                      | Data              | Nidaa Tounes | Movimento Ennahda | Machrouu Tounes | Frente Popular | Afek Tounes | Fórum Democrático pelo Trabalho e Liberdades | Harak Tounes Al Irada | União Patriótica Livre | Corrente Democrática | Outros | Não sabe / Não responde | Não vota |
| ---------------------------- | ----------------- | ------------ | ----------------- | --------------- | -------------- | ----------- | -------------------------------------------- | --------------------- | ---------------------- | -------------------- | ------ | ----------------------- | -------- |
| Eleições de 2014             | outubro de 2014   | 37,56%       | 27,79%            |                 | 3,64%          | 3,02%       | 0,72%                                        | 2,14%                 | 4,13%                  |                      | 8,39%  |                         |          |
| Sigma Conseil                | novembro de 2018  | 29,8%        | 36,1%             |                 | 6,7%           |             |                                              |                       |                        | 5,6%                 |        |                         |          |
| Emrhod Consulting            | novembro de 2018  | 11,5%        | 11,3%             |                 | 3,2%           | 1,6%        |                                              |                       |                        | 3,5%                 |        | 68%                     |          |
| Emrhod Consulting            | setembro de 2018  | 11,8%        | 13,7%             |                 | 1,5%           | 1,1%        |                                              |                       |                        | 3,3%                 |        | 67,9%                   |          |
| Emrhod Consulting            | julho de 2018     | 15,3%        | 12,7%             |                 | 2,2%           | 1%          |                                              |                       |                        | 3,3%                 |        | 64,4%                   |          |
| Emrhod Consulting            | junho de 2018     | 16,6%        | 14,9%             |                 | 2,6%           | 1%          |                                              |                       |                        | 3,4%                 |        | 60,4%                   |          |
| Eleições autárquicas de 2018 | maio de 2018      | 20,85%       | 28,64%            | 1,44%           | 3,95%          | 1,06%       |                                              |                       |                        | 4,19%                | 39,79% |                         |          |
| Emrhod Consulting            | fevereiro de 2018 | 15,7%        | 8,8%              |                 | 5%             | 2,2%        |                                              |                       |                        | 7,8%                 |        | 58%                     |          |
| Emrhod Consulting            | janeiro de 2018   | 15,7%        | 8,8%              | 1,0%            | 4,6%           | 1,2%        |                                              | 3,3%                  | 1,2%                   | 3,8%                 | 3,2%   |                         |          |
| Emrhod Consulting            | novembro de 2017  | 12,8%        | 8,4%              | 1,0%            | 5,6%           | 1,2%        |                                              | 3,4%                  | 1,0%                   | 5,4%                 | 3,4%   |                         |          |
| Sigma Conseil                | novembro de 2017  | 35%          | 27,1%             |                 | 9,2%           | 3,3%        |                                              | 3,4%                  |                        |                      |        |                         |          |
| Sigma Conseil                | outubro de 2017   | 37,4%        | 27,4%             |                 | 8,2%           | 2,7%        |                                              |                       |                        |                      |        |                         |          |
| Emrhod Consulting            | setembro de 2017  | 17,7%        | 11,2%             | 2,8%            | 4,5%           | 2,2%        |                                              | 2%                    | 3,2%                   | 3,4%                 | 3,6%   |                         |          |
| Emrhod Consulting            | julho de 2017     | 17,9%        | 15,2%             | 0,7%            | 4,2%           | 2,7%        |                                              | 3%                    | 1,3%                   | 2,2%                 | 2,6%   |                         |          |
| Emrhod Consulting            | maio de 2017      | 20,3%        | 18,8%             | 2,2%            | 9,1%           | 2,1%        |                                              | 3,8%                  | 2,4%                   | 4,6%                 |        |                         |          |
| Emrhod Consulting            | abril de 2017     | 20,0%        | 20,0%             | 3,4%            | 9,4%           | 5,6%        |                                              | 3,8%                  | 1,5%                   | 1,4%                 |        |                         |          |
| Emrhod Consulting            | março de 2017     | 26,6%        | 24,2%             | 3,9%            | 9,8%           | 4,7%        |                                              | 1,3%                  | 1,2%                   |                      |        |                         |          |
| Open Sigma                   | janeiro de 2017   | 9,3%         | 7,4%              | 0,3%            | 3,8%           | 0,3%        | 0,5%                                         | 0,8%                  | 1,8%                   |                      | 8,3%   | 48,8%                   | 18,9%    |
| Emrhod Consulting            | dezembro de 2016  | 26,6%        | 24,2%             | 3,9%            | 9,8%           | 4,7%        |                                              | 1,3%                  |                        |                      | 1,3%   |                         |          |
| Emrhod Consulting            | outubro de 2016   | 28,4%        | 23,6%             | 7,8%%           | 11,7%          | 5,7%        |                                              | 7,5%                  | 2,5%                   |                      | 12,7%  |                         |          |
| Emrhod Consulting            | setembro de 2016  | 26,6%        | 21,8%             | 7,7%            | 11,9%          | 4,2%        |                                              | 8,7%                  | 4,1%                   |                      | 14,9%  |                         |          |
| Emrhod Consulting            | maio de 2016      | 29,6%        | 19,9%             | 7,1%            | 12,4%          | 5,9%        |                                              | 4,1%                  |                        |                      | 21%    |                         |          |
| Emrhod Consulting            | abril de 2016     | 28,6%        | 17,1%             | 9,7%            | 8,9%           | 6,3%        | 3,7%                                         | 3,3%                  | 2,6%                   |                      | 17,1%  |                         |          |
| Elka                         | fevereiro de 2016 | 12,9%        | 10,1%             | 1,3%            | 3,2%           | 1,5%        |                                              | 5,8%                  | 1,9%                   |                      | 12,4%  | 50,4%                   |          |